# Oxydia diluta
Oxydia diluta là một loài bướm đêm trong họ Geometridae.